# Być jak płynąca rzeka
Być jak płynąca rzeka. Myśli i impresje 1998-2005. (oryg. Ser como o rio que flui. Relatos (1998-2005)) – książka Paula Coelho wydana w 2006. 
Jest to zbiór myśli, anegdot, impresji i felietonów z lat 1998–2005. Z portugalskiego przetłumaczyła go Zofia Stanisławska - Kocińska. Autor  w tytule odwołuje się do wiersza Manoela Bandeiry, który mówi o tym, że powinniśmy jak rzeka być odbiciem dla otaczającego nas świata. Opisując przeżycia estetyczne zaobserwowane podczas licznych podróży oraz obserwacje ludzkiej natury, Coelho nawołuje do poznania swojego własnego wnętrza, do zdobywania "szczytów", innego spojrzenia na zwykłą codzienność i dostrzeżenie jej filozofii. 
Książka została  przetłumaczona na 61 języków.